# Nick Park
Nicholas Wulstan Park, mais conhecido como Nick Park, (Preston, 6 de dezembro de 1958) é um produtor britânico de animação stop motion, criador e diretor da série Wallace e Gromit, também conhecido pelo longa-metragem de animação A Fuga das Galinhas.

## Biografia
Nick Park cresceu com um grande interesse em animações. Ele estudou na Communication Arts da Sheffield Polytechnic (atualmente Sheffield Hallam University), e logo entrou para o National Film & Television School, onde ele começou a criar, produzir e dirigir o primeiro filme de Wallace e Gromit: Dia de Folga.
Em 1986 ele uniu-se ao estúdio Aardman Animations, em Bristol, onde produziu animações do videoclipe do cantor Peter Gabriel, Sledgehammer, e onde ele terminou Dia de Folga. Enquanto Dia de Folga estava em pós-produção, ele apresentou A Opinião dos Animais, onde os animais eram entrevistados, falando sobre seu lar, sua vida, e outras coisas. Os dois filmes de Nick Park foram indicados a uma série de prêmios: Dia de Folga venceu o prêmio BAFTA, e também foi indicado ao Oscar de melhor curta de animação (perdeu para A Opinião dos Animais). Outros dois filmes de Wallace e Gromit, As Calças Erradas (1993) e Tosa Completa (1994), ganharam dois Oscar.
Mais tarde produziu, junto com o fundador da Aardman chamado Peter Lord, o primeiro longa-metragem do estúdio, A Fuga das Galinhas (2000). Ele também supervisionou a nova série de animações de A Opinião dos Animais para o ITV, em 2003. Park também dirigiu seu segundo longa-metragem: Wallace e Gromit: A Batalha dos Vegetais (2005), primeiro longa do Wallace e Gromit.
Além de criador de Wallace e Gromit, também é o criador de um premiado cartoon chamado Shaun the Sheep, exibido atualmente e exclusivamente pela TV Cultura.
Um desastre se deu no dia 10 de outubro de 2005, quando um incêndio destruiu o armazém do estúdio da Aardman Animations, no qual continham-se os projetos de criação, storyboards, desenhos originais, bonecos de plasticina (tipo de massinha usada para produzir animações), e cenários de todas as produções da Aardman. O fogo resultou na perda das mais importantes criações de Park, inclusive cenários e bonecos de A Fuga das Galinhas. Felizmente, os únicos materiais que permaneceram intactos foram o foguete de Dia de Folga, os três Oscar recebidos pelos seus curtas, os bonecos originais de Wallace e Gromit, e o material usado no filme Wallace e Gromit: A Batalha dos Vegetais.

## Filmografia

### Curtas
| Ano  | Curta                                        | Trabalho                  | Notas              | Prêmios                                                                                                   |
| ---- | -------------------------------------------- | ------------------------- | ------------------ | --- |
| 1990 | Creature Comforts                            | Diretor Escritor Animador | Aardman Animations | Venceu - Oscar de melhor curta-metragem de animação Indicado - BAFTA de melhor curta-metragem de animação |
| 1990 | A Grand Day Out                              | Diretor Escritor Animador | Aardman Animations | Indicado - Oscar de melhor curta-metragem de animação Venceu - BAFTA de melhor curta-metragem de animação |
| 1993 | The Wrong Trousers                           | Diretor Escritor Animador | Aardman Animations | Venceu - Oscar de melhor curta-metragem de animação Venceu - BAFTA de melhor curta-metragem de animação   |
| 1995 | Wallace & Gromit: A Close Shave              | Diretor Escritor Animador | Aardman Animations | Venceu - Oscar de melhor curta-metragem de animação Venceu - BAFTA de melhor curta-metragem de animação   |
| 2008 | Wallace & Gromit: A Matter of Loaf and Death | Diretor Produtor Animador | Aardman Animations | Indicado - Oscar de melhor curta-metragem de animação Venceu - BAFTA de melhor curta-metragem de animação |

### Longas
| Ano  | Título                                         | Trabalho                  | Notas                       | Prêmios                                                                                   |
| ---- | ---------------------------------------------- | ------------------------- | --------------------------- | ----------------------------------------------------------------------------------------- |
| 2000 | Chicken Run                                    | Diretor Produtor Escritor |                             |                                                                                           |
| 2005 | Wallace & Gromit: The Curse of the Were-Rabbit | Diretor Produtor Escritor |                             | Venceu - Oscar de melhor filme de animação Venceu - BAFTA Alexander Korda de Melhor Filme |
| 2018 | Early Man                                      | Diretor Produtor Dublador | Porcão (br/pt)/Hognob (voz) |                                                                                           |

### Trabalhos na TV
| Ano       | Título            | Trabalho         | Canal                                  | Prêmios                                   |
| --------- | ----------------- | ---------------- | -------------------------------------- | ----------------------------------------- |
| 2003-2007 | Creature Comforts | Diretor Escritor | ITV (Reino Unido) CBS (Estados Unidos) | Indicado - Emmy de Melhor Desenho Animado |